# 聖阿沃爾德
圣阿沃尔德（法語：Saint-Avold，法語發音：[sɛ̃t‿avɔld]），法国东北部城市，大东部大区摩泽尔省的一个市镇，隶属于福尔巴克-布莱摩泽尔区，其市镇面积为35.5平方公里，2022年1月1日时人口数量为14,828人，是该省人口第八多的市镇，在法国城市中排名第622位。
圣阿沃尔德位于摩泽尔省北部，与德国交界，是萨尔-摩泽尔欧洲合作区的组成部分，法国A4高速公路经过此地。圣阿沃尔德市区位于洛林高原的一处丘陵之中，各街区分布零散，是一座典型的组团式城市。圣阿沃尔德历史上为重要的煤炭开采中心，因其境内的埃米尔·于谢热电站而闻名。

## 地名来源
“圣阿沃尔德”一名来源于中世纪时当地的一处修道院，该院的拉丁语名称为；而一名则自1750年起开始使用。

## 历史

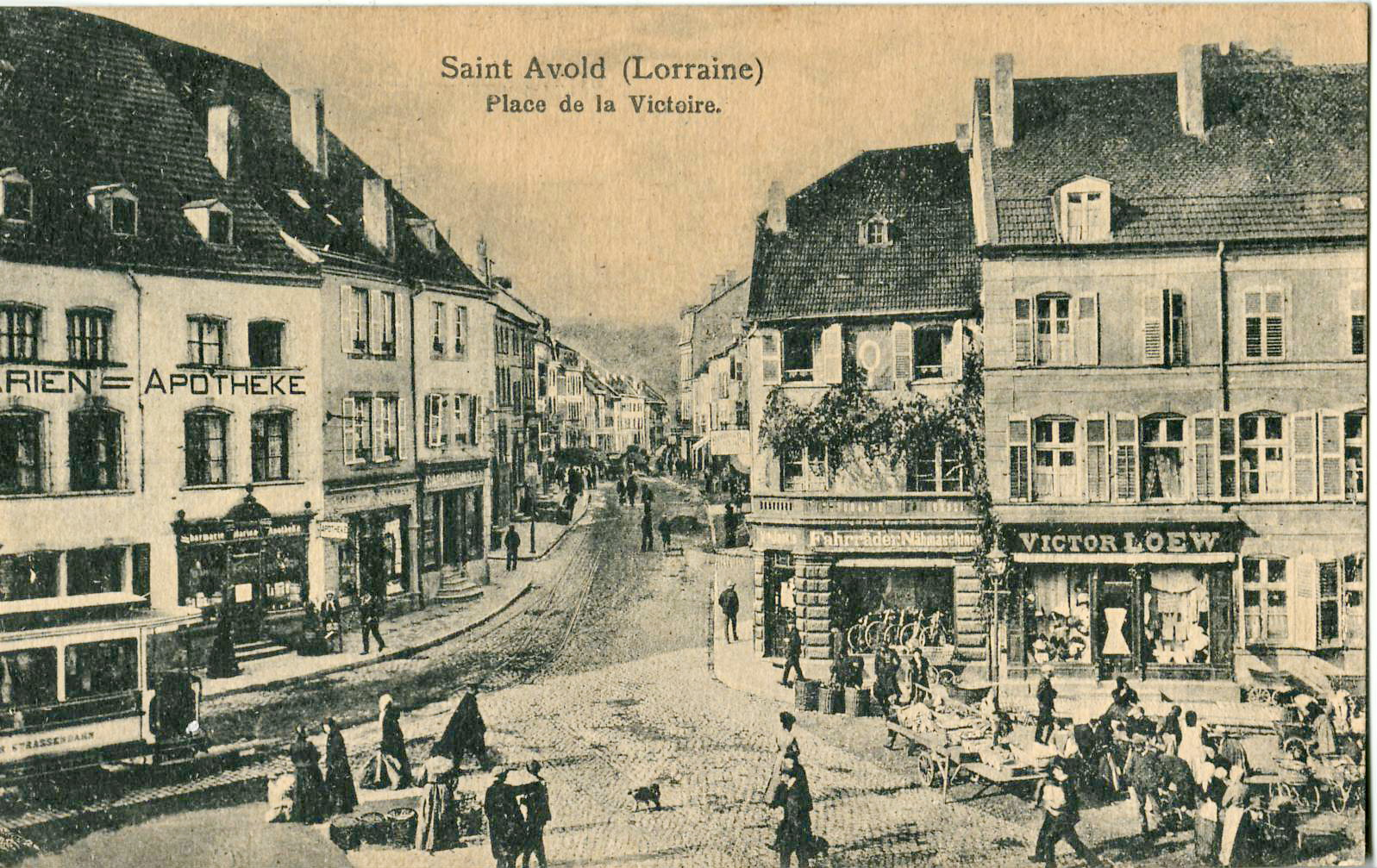
20世纪20年代的圣阿沃尔德

圣阿沃尔德建于509年，彼时来自普瓦捷的传教者弗里多兰在此修建了一处名为的祈祷室；720年，该祈祷室被梅斯主教西热博扩建成为圣阿沃尔德圣纳博尔修道院，此后当地逐渐形成村落，为洛林的组成部分。14世纪时，当地出现了皮革作坊。法国大革命后，圣阿沃尔德成为摩泽尔省的一个市镇。1852年，途径此地的雷米伊－斯蒂兰旺代勒铁路建成通车，其所处区域发现了大量煤铁资源并得到开采。普法战争后，圣阿沃尔德及其所在的阿尔萨斯-洛林地区被普鲁士占领，直到第一次世界大战结束；二战期间则再次遭到纳粹德军的占领，后者将圣阿沃尔德设为一个副省会，并创建圣阿沃尔德区。二战结束后初期，圣阿沃尔德附近区域因煤矿开采而兴盛，其中洛皮塔勒-卡兰焦炭矿是法国规模最大的焦炭矿之一，其配套的埃米尔·于谢热电站则是法国本土最大的热电站之一。当地逐渐发展成为重要的工业城市，聚集了大批外来移民；但20世纪70年代以后，受能源危机影响，当地大批煤矿关闭，人口数量有所减少，并出现了一系列的社会问题。
1965年，杜尔达勒市镇整体并入圣阿沃尔德的市镇范围。

## 地理

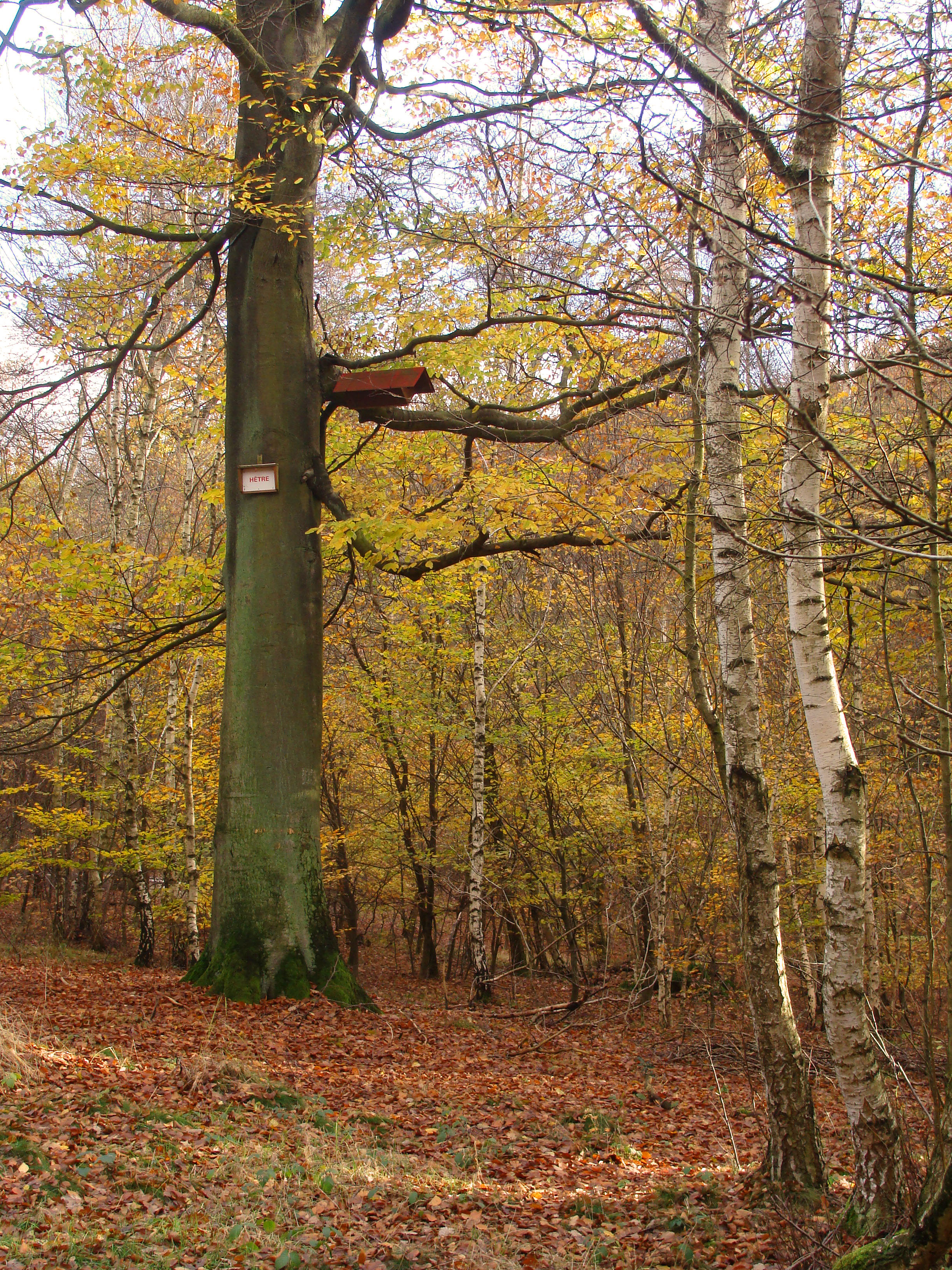
圣阿沃尔德的一处林地

圣阿沃尔德位于法国东北部，大东部大区北部偏东和摩泽尔省北部，市镇北部与德国接壤，距离省会梅斯大约45公里。与圣阿沃尔德接壤的市镇包括：布什波恩、卡兰、福尔什维莱尔、弗雷曼-梅尔勒巴克、上翁堡、洛皮塔勒、洛德勒方、隆日维尔-莱圣阿沃尔德、马什伦、波尔瑟莱特、瓦尔蒙、迪森。

### 地形
圣阿沃尔德位于洛林高原腹地的一处丘陵之中，境内山地与平原相间分布，部分区域地势起伏明显，全境海拔在215到383米之间。

### 地质
圣阿沃尔德地区的地表以页岩为主，当地煤炭资源丰富，此外布莱贝格铅矿是当地的代表性金属开采设施。

### 水文
罗塞勒河自西向东流经境内，该河属于莱茵河水系。另有梅尔勒溪流经境内。

### 植被
圣阿沃尔德属于温带落叶林区，林地广泛分布于境内的山地上。

### 气候
圣阿沃尔德在柯本气候分类法中属于温带海洋性气候，因距离海岸线相对较远，故当地有时也受大陆气流影响，表现为冬季气温低于同气候带的沿海地区。
圣阿沃尔德附近的库尔塞勒绍西设有气象站，以下为该气象站的数据（其中日照数据取自梅斯）：
| 库尔塞勒绍西/梅斯 1981年－2019年 | 库尔塞勒绍西/梅斯 1981年－2019年 | 库尔塞勒绍西/梅斯 1981年－2019年 | 库尔塞勒绍西/梅斯 1981年－2019年 | 库尔塞勒绍西/梅斯 1981年－2019年 | 库尔塞勒绍西/梅斯 1981年－2019年 | 库尔塞勒绍西/梅斯 1981年－2019年 | 库尔塞勒绍西/梅斯 1981年－2019年 | 库尔塞勒绍西/梅斯 1981年－2019年 | 库尔塞勒绍西/梅斯 1981年－2019年 | 库尔塞勒绍西/梅斯 1981年－2019年 | 库尔塞勒绍西/梅斯 1981年－2019年 | 库尔塞勒绍西/梅斯 1981年－2019年 | 库尔塞勒绍西/梅斯 1981年－2019年 |
| 月份                             | 1月                              | 2月                              | 3月                              | 4月                              | 5月                              | 6月                              | 7月                              | 8月                              | 9月                              | 10月                             | 11月                             | 12月                             | 全年                             |
| -------------------------------- | -------------------------------- | -------------------------------- | -------------------------------- | -------------------------------- | -------------------------------- | -------------------------------- | -------------------------------- | -------------------------------- | -------------------------------- | -------------------------------- | -------------------------------- | -------------------------------- | -------------------------------- |
| 历史最高温 °C（°F）              | 16.5 (61.7)                      | 19.1 (66.4)                      | 23.5 (74.3)                      | 29 (84)                          | 32.5 (90.5)                      | 34.7 (94.5)                      | 36.7 (98.1)                      | 39.9 (103.8)                     | 33 (91)                          | 27.2 (81.0)                      | 19.5 (67.1)                      | 17.4 (63.3)                      | 39.9 (103.8)                     |
| 平均高温 °C（°F）                | 4.5 (40.1)                       | 6.1 (43.0)                       | 10.5 (50.9)                      | 14.3 (57.7)                      | 19 (66)                          | 22.1 (71.8)                      | 24.6 (76.3)                      | 24.4 (75.9)                      | 20 (68)                          | 14.7 (58.5)                      | 8.5 (47.3)                       | 5.4 (41.7)                       | 14.5 (58.1)                      |
| 日均气温 °C（°F）                | 1.8 (35.2)                       | 2.5 (36.5)                       | 6 (43)                           | 8.9 (48.0)                       | 13.3 (55.9)                      | 16.3 (61.3)                      | 18.5 (65.3)                      | 18.3 (64.9)                      | 14.6 (58.3)                      | 10.6 (51.1)                      | 5.4 (41.7)                       | 2.8 (37.0)                       | 9.9 (49.8)                       |
| 平均低温 °C（°F）                | −0.9 (30.4)                      | −1.1 (30.0)                      | 1.5 (34.7)                       | 3.5 (38.3)                       | 7.6 (45.7)                       | 10.5 (50.9)                      | 12.5 (54.5)                      | 12.2 (54.0)                      | 9.3 (48.7)                       | 6.4 (43.5)                       | 2.3 (36.1)                       | 0.3 (32.5)                       | 5.3 (41.5)                       |
| 历史最低温 °C（°F）              | −20.9 (−5.6)                     | −17.9 (−0.2)                     | −17.5 (0.5)                      | −8.4 (16.9)                      | −4.2 (24.4)                      | −0.2 (31.6)                      | 2.6 (36.7)                       | 2.5 (36.5)                       | −1.5 (29.3)                      | −7.1 (19.2)                      | −15 (5)                          | −19.4 (−2.9)                     | −20.9 (−5.6)                     |
| 平均降水量 mm（）                | 62 (2.4)                         | 55 (2.2)                         | 64.5 (2.54)                      | 53.9 (2.12)                      | 62.1 (2.44)                      | 64 (2.5)                         | 66.5 (2.62)                      | 60.5 (2.38)                      | 66.9 (2.63)                      | 77.5 (3.05)                      | 66.2 (2.61)                      | 76.7 (3.02)                      | 775.8 (30.54)                    |
| 月均日照時數                     | 46.1                             | 73.3                             | 119.8                            | 169.8                            | 173.3                            | 211.7                            | 200.1                            | 186.9                            | 149                              | 104.6                            | 46.5                             | 39.4                             | 1,520.5                          |
| 来源：infoclimat.fr              |                                  |                                  |                                  |                                  |                                  |                                  |                                  |                                  |                                  |                                  |                                  |                                  |                                  |

## 行政区划
圣阿沃尔德是法国大东部大区摩泽尔省的一个市镇，编号为57606。圣阿沃尔德隶属于福尔巴克-布莱摩泽尔区，管理圣阿沃尔德县，同时也是圣阿沃尔德城市圈公共社区的办公驻地。
法国国家统计与经济研究所（简称）在进行数据统计时，将圣阿沃尔德及相邻的另外5个市镇设为圣阿沃尔德城市核心区，并将包括核心区在内的周边共9个市镇划为圣阿沃尔德城市区。同时，还将圣阿沃尔德市镇分为了9个“块区”（IRIS），以便于统计人口分布情况。

## 交通

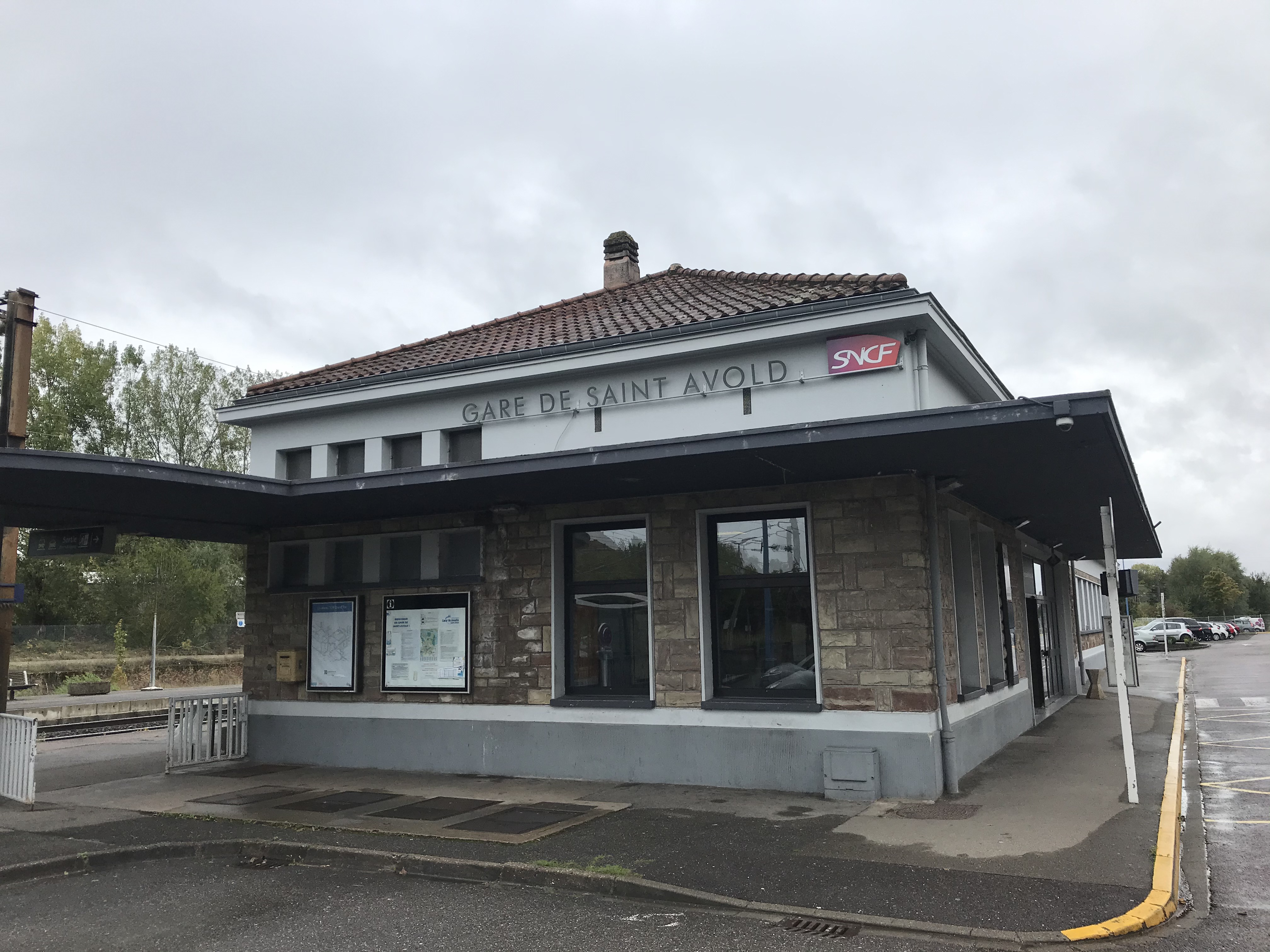
圣阿沃尔德火车站

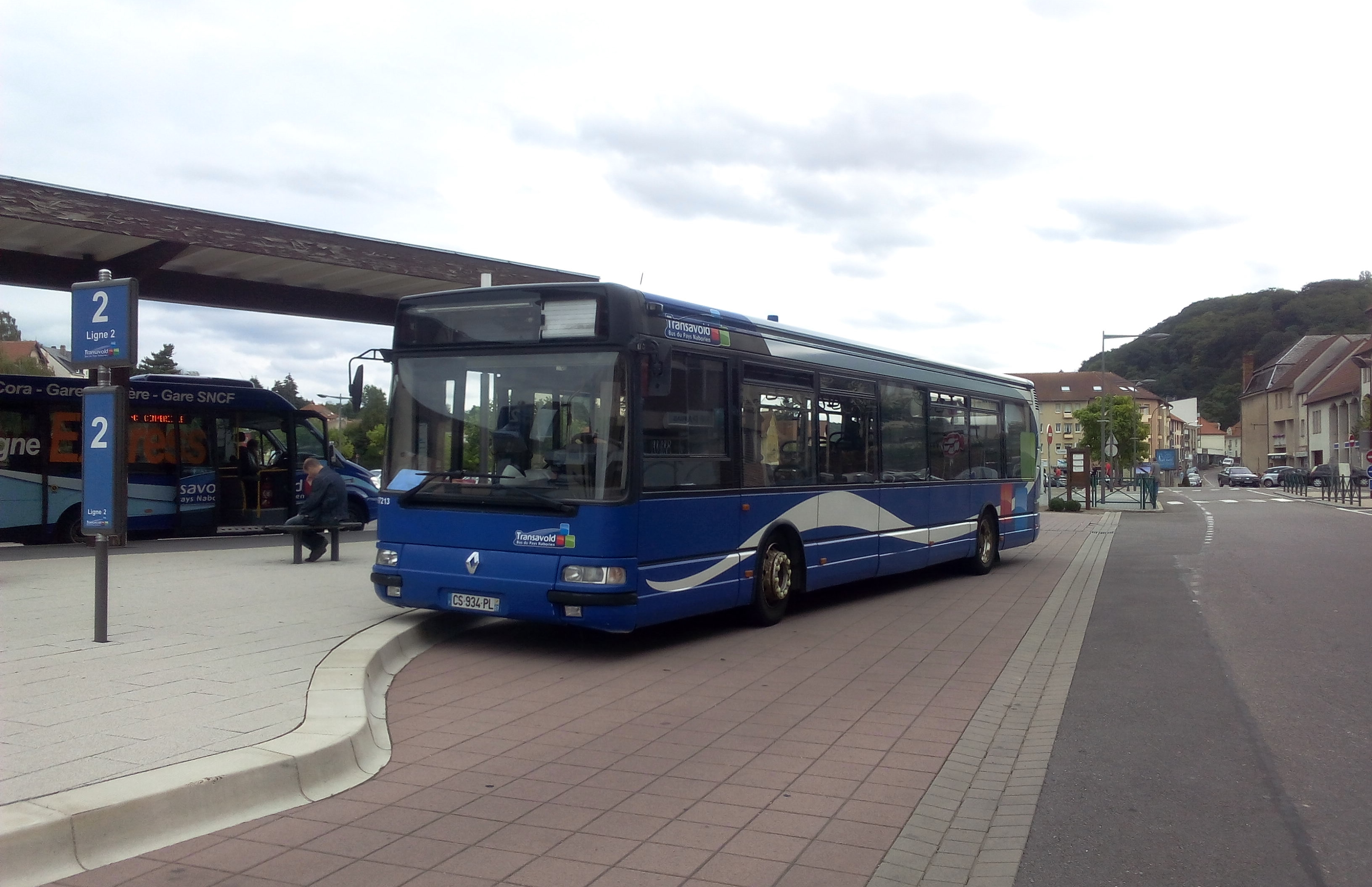
圣阿沃尔德公交

### 公路
A4高速公路从圣阿沃尔德北部经过，并设有连接市区的出入口；此外法国国道N33线和多条摩泽尔省省道在圣阿沃尔德境内交汇。大东部大区下属的城际客运提供巴士线路，可前往周边部分市镇。
2017年，70.9%的圣阿沃尔德家庭拥有至少一辆的私人汽车。2018年，圣阿沃尔德境内共发生各类交通事故6起，造成1人遇难，8人受伤。

### 铁路
圣阿沃尔德位于雷米伊－斯蒂兰旺代勒铁路上。圣阿沃尔德站位于市区南部的瓦尔蒙境内，该站停靠往返于梅斯和福尔巴克一线的区域列车。

### 航空
距离圣阿沃尔德最近的民用航空站为萨尔布吕肯机场，距离圣阿沃尔德市中心的公路里程约41公里。

### 城市公共交通
圣阿沃尔德城市公共交通（商业名称为）是当地的城市公共交通系统。截至2020年12月，该系统共包括10条公交线路，路网覆盖了圣阿沃尔德市区内的主要街道和居民区。
1910至1944年间，圣阿沃尔德曾有传统有轨电车系统，后因设施老化而停运。

## 政治

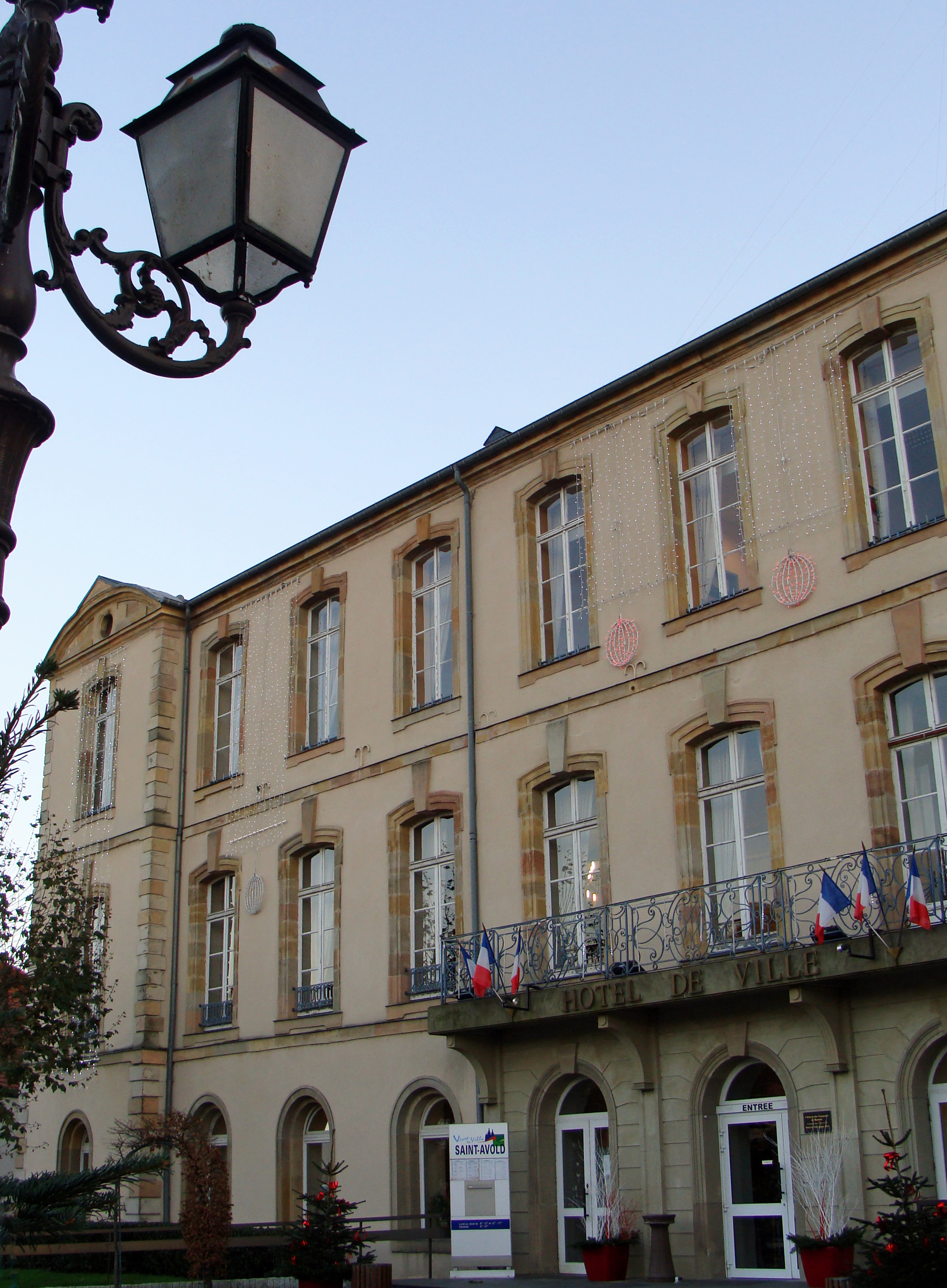
圣阿沃尔德市政厅

圣阿沃尔德的现任市长为勒内·施泰纳先生（René Steiner），他是一名左翼无党派人士，在2020年的市政选举中获得了58.13%的支持率。
在2017年的法国总统大选中，法国第25任总统埃马纽埃尔·马克龙在圣阿沃尔德获得了55.08%的支持率。
| 圣阿沃尔德历届市长 |                       |                                                                  |
| 任期               | 市长                  | 党派                                                             |
| 1944年－1951年     | 巴泰莱米·克吕塞姆     | 不详                                                             |
| 1951年－1959年     | 让·罗贝尔             | DVD右翼无党派人士                                                |
| 1959年－1977年     | 德尼·克莱因           | UDR共和国保卫联盟                                                |
| 1977年－2001年     | 弗朗索瓦·阿泰尔       | 無黨籍                                                           |
| 2001年－2020年     | 安德烈·沃伊切霍夫斯基 | UMP人民运动联盟 →UDI民主人士和独立人士联盟 →MR激进运动 →LR共和黨 |
| 2020年－           | 勒内·施泰纳           | DVG左翼无党派人士                                                |

## 人口
2017年，圣阿沃尔德市镇人口数量为15,483，在法国排名第622位。其中男性7,353人，女性8,130人，75岁及以上人口占8.5%，外籍人口数量为3,741人，人口密度为436人/平方公里，当地居民被称为（男性）或（女性）。2018年，圣阿沃尔德境内出生142人，死亡人口167人。
| 年份   | 1936  | 1946  | 1954   | 1962   | 1968   | 1975   | 1982   | 1990   | 1999   | 2006   | 2011   | 2016   | 2017   |
| ------ | ----- | ----- | ------ | ------ | ------ | ------ | ------ | ------ | ------ | ------ | ------ | ------ | ------ |
| 人口數 | 8,893 | 7,054 | 11,244 | 15,247 | 16,280 | 17,955 | 16,485 | 16,533 | 16,922 | 16,915 | 16,278 | 15,446 | 15,483 |

## 经济
圣阿沃尔德是一个区域性的中心城市，当地共有各类用人单位2,335家，其中94.63%为中小型企业（PME），平均历史为16年，机械、社会服务及是当地的主要就业岗位类型。

## 财政收入
2018年，圣阿沃尔德的财政收入总额为26,320,600欧元，财政支出总额为24,796,500欧元，当年的债务总额为20,177,200欧元。
2015年，圣阿沃尔德的人均收入总额为2,630欧元，其中高职人员为4,580欧元，普通职员为1,801欧元。
2017年，圣阿沃尔德境内的青壮年（15至64岁）失业率为18.3%，当地39.8%的家庭拥有纳税资格。

## 社会事务

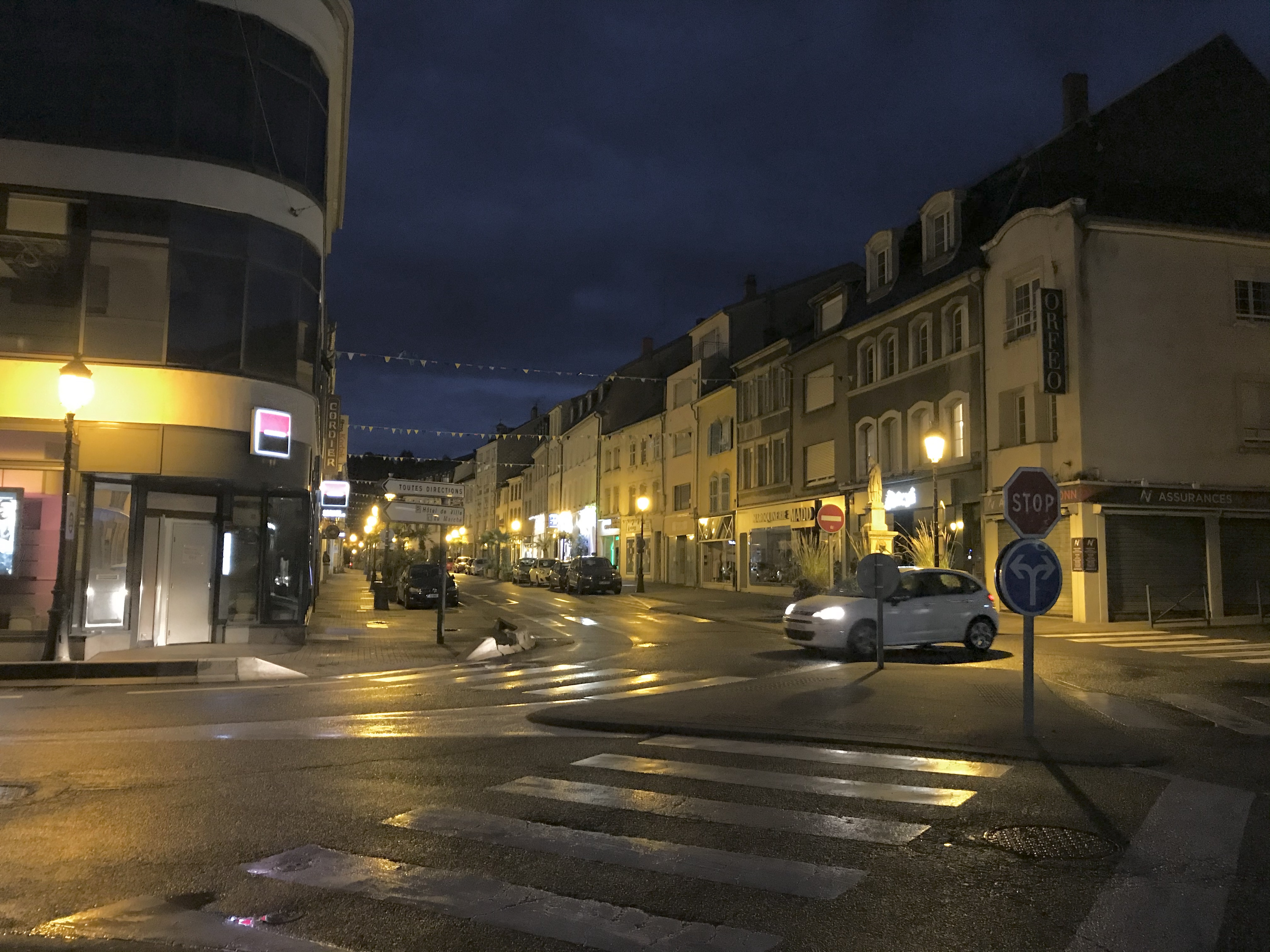
圣阿沃尔德市中心夜景

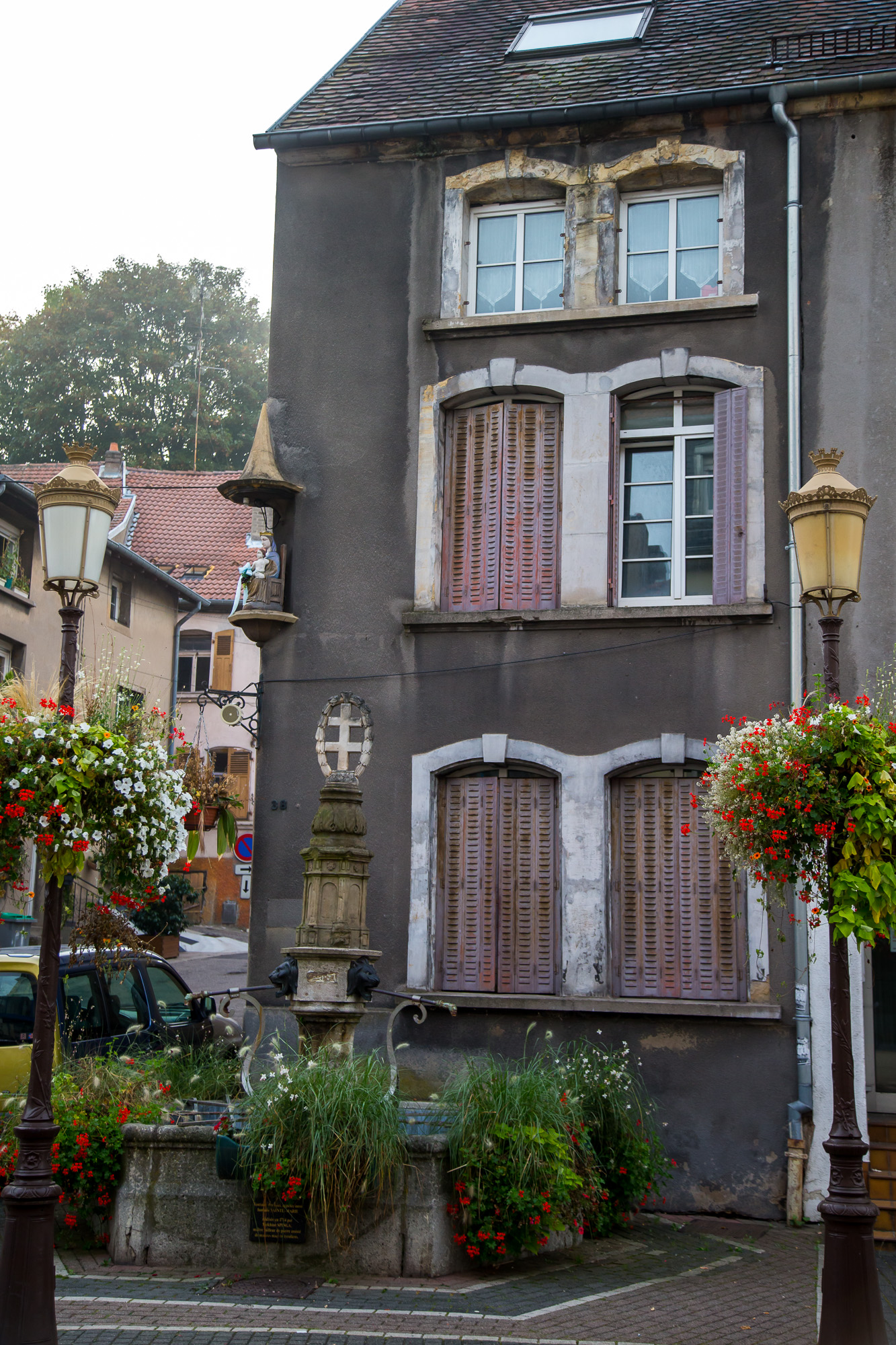
圣阿沃尔德的一处民居

### 教育
圣阿沃尔德属于南锡-梅斯学区。截止2019年1月1日，圣阿沃尔德境内共有8所幼儿园、8所小学、3所初级中学、3所普通高中和1所职业高中。2018至2019学年度，圣阿沃尔德境内共有在校中等教育阶段学生4,112名。
在高等教育方面，洛林大学下属的东摩泽尔省大学技术学院在圣阿沃尔德设有一个校区，其化学专业在此授课。

### 医疗
截止2019年1月1日，圣阿沃尔德境内共有全科医生19名、保健师16名、牙医19名、护士39名、耳科医生1名、眼科医生2名、皮肤科医生1名、助产士8名、儿科医生5名和妇科医生4名。境内共有药房6家、养老院3家、残疾人帮扶中心3家。
圣阿沃尔德中心医院是“福尔巴克-圣阿沃尔德市际中心医院”（Centre Hospitalier Inter Communal des Hôpitaux de Forbach et Saint-Avold）的组成部分，后者为法国的一个区域性医疗机构，其中圣阿沃尔德病区位于圣阿沃尔德市区东部，设有床位94个，是当地规模最大的公立综合性医院。

### 住房
2017年，圣阿沃尔德境内共有各类住房8,618套，其中37.8%为独立式居民区，主要分布于市区北部；61.9%为集中式居民区，主要分布于市区南部。常住房屋占圣阿沃尔德市镇范围内居民建筑总量的90.1%。

### 商业
2018年，圣阿沃尔德境内共有各类实体商铺527家，其中餐厅78家、大型超市7家、杂货店3家、面包房14家、肉铺3家、书店2家、装饰品店2家、银行门店8家、美容美发店37家、汽车维修店25家。市区中北部建有大型开放式商业街区。

### 体育
2019年，圣阿沃尔德境内共有1家游泳池、11间体育馆、4座综合体育场、13处网球场、1处马术场、8处足球或橄榄球场以及4处篮球或排球场。
圣阿沃尔德之星俱乐部（E.N. Saint-Avold）是当地的一支足球队，2020至2021赛季参加大东部大区足球联赛。

### 环境
圣阿沃尔德的环境事务由其所属的公共社区负责。2018年，圣阿沃尔德境内共有8家污染企业。

### 治安
2018年，圣阿沃尔德市镇范围内有1处派出所。
2014年，圣阿沃尔德及附近地区共发生各类案件1,796起，其中盗窃类案件1,101起，经济类案件138起，毒品交易类案件96起。

## 文化
2019年，圣阿沃尔德境内有1家电影院。圣阿沃尔德市政府提供多媒体中心，向公众全年开放。

### 建筑
圣阿沃尔德境内有44处法国国家文物保护单位，其中圣阿沃尔德圣纳博尔修道院位于圣阿沃尔德市中心，是当地的代表性建筑物。

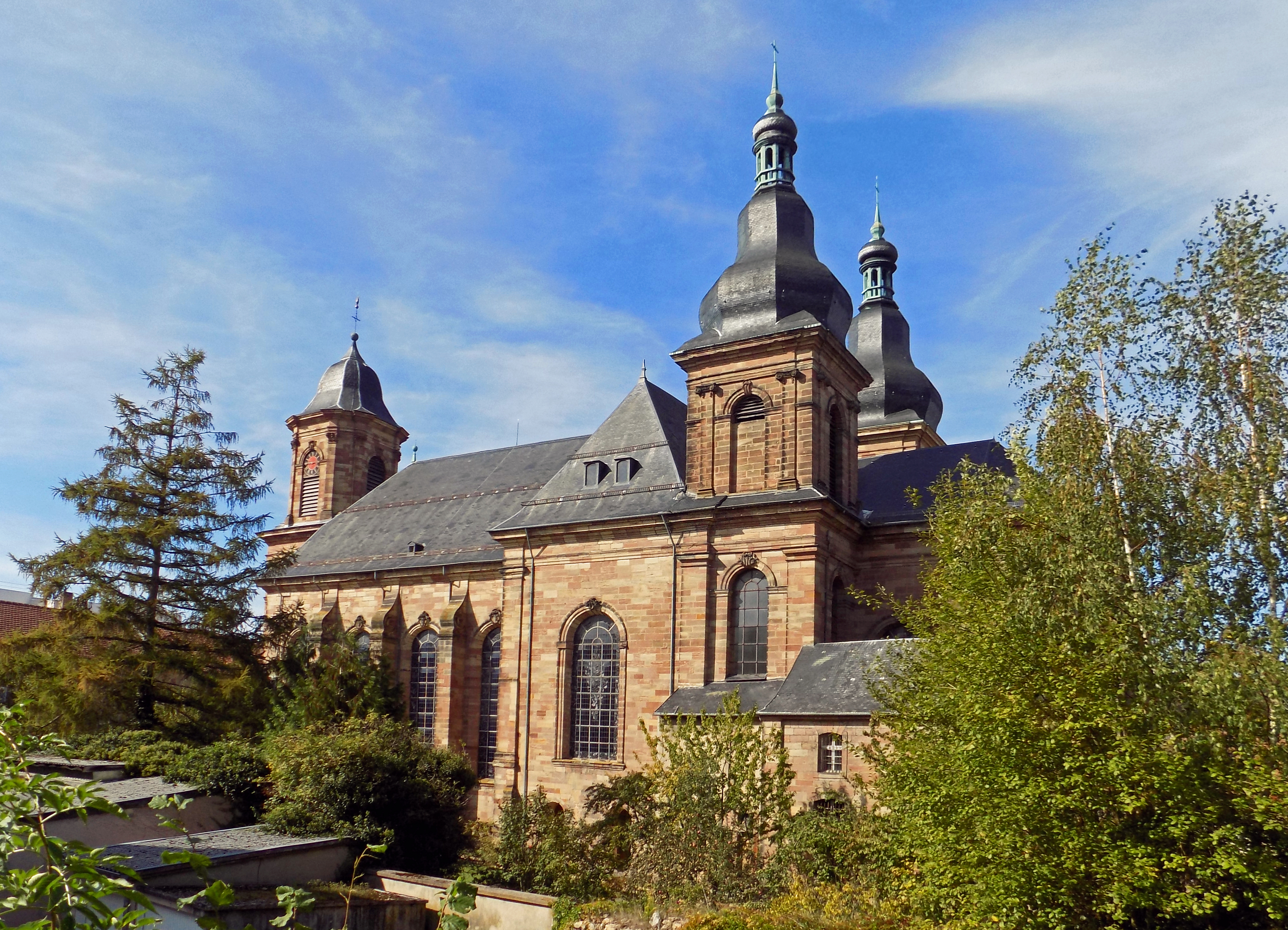
圣纳博尔修道院（法语：Abbatiale Saint-Nabor de Saint-Avold）
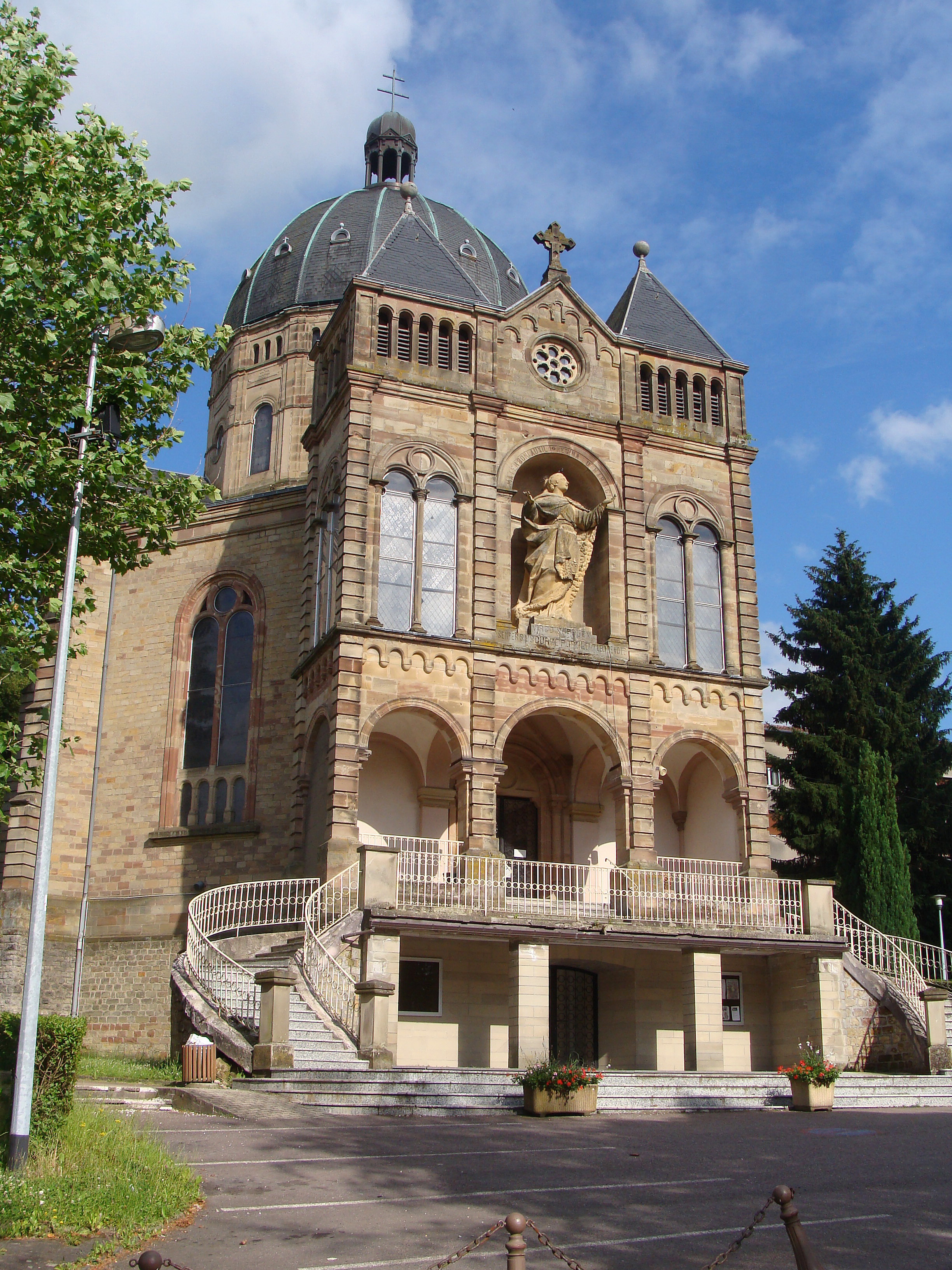
圣阿沃尔德大教堂
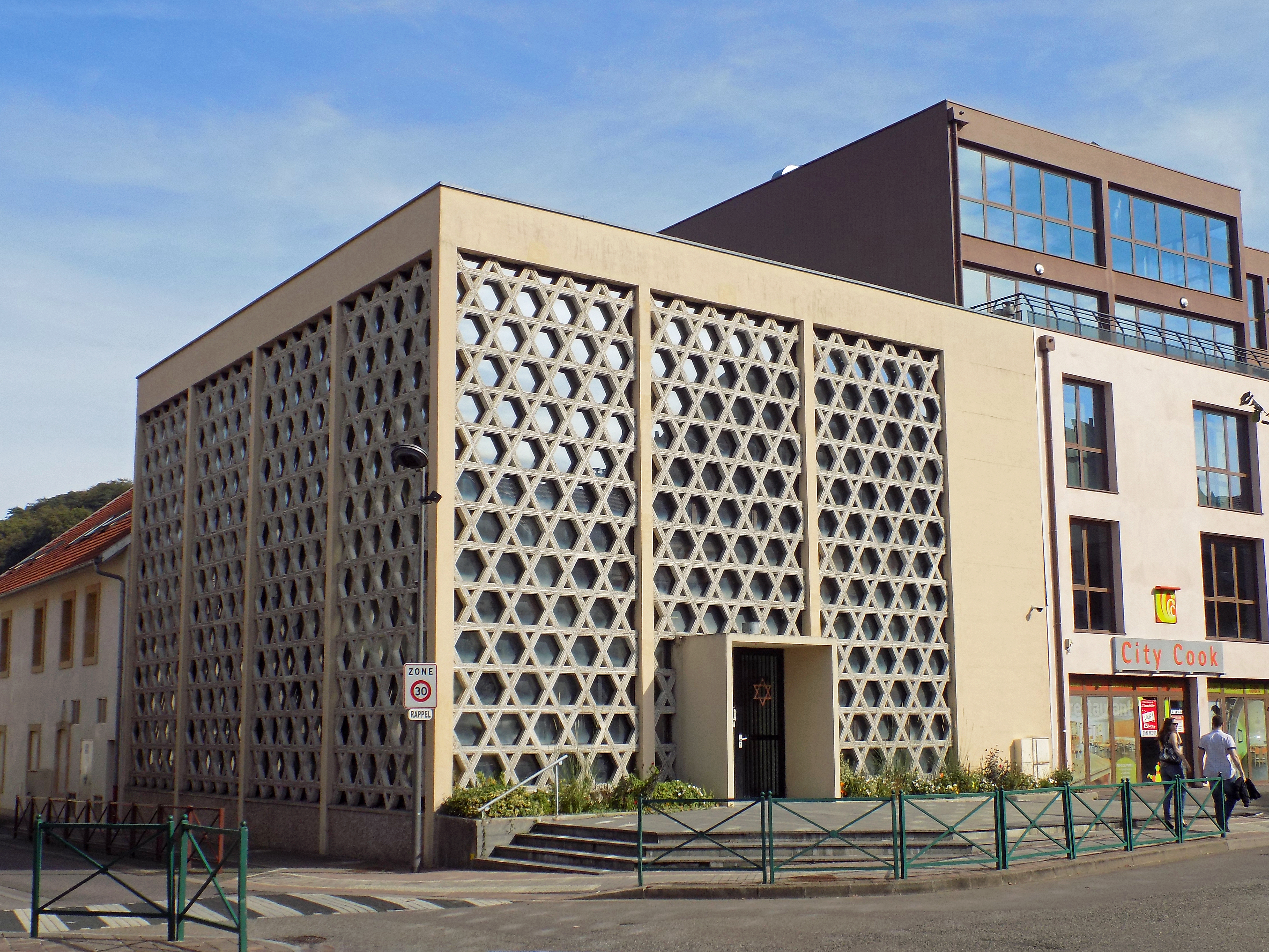
圣阿沃尔德犹太教堂
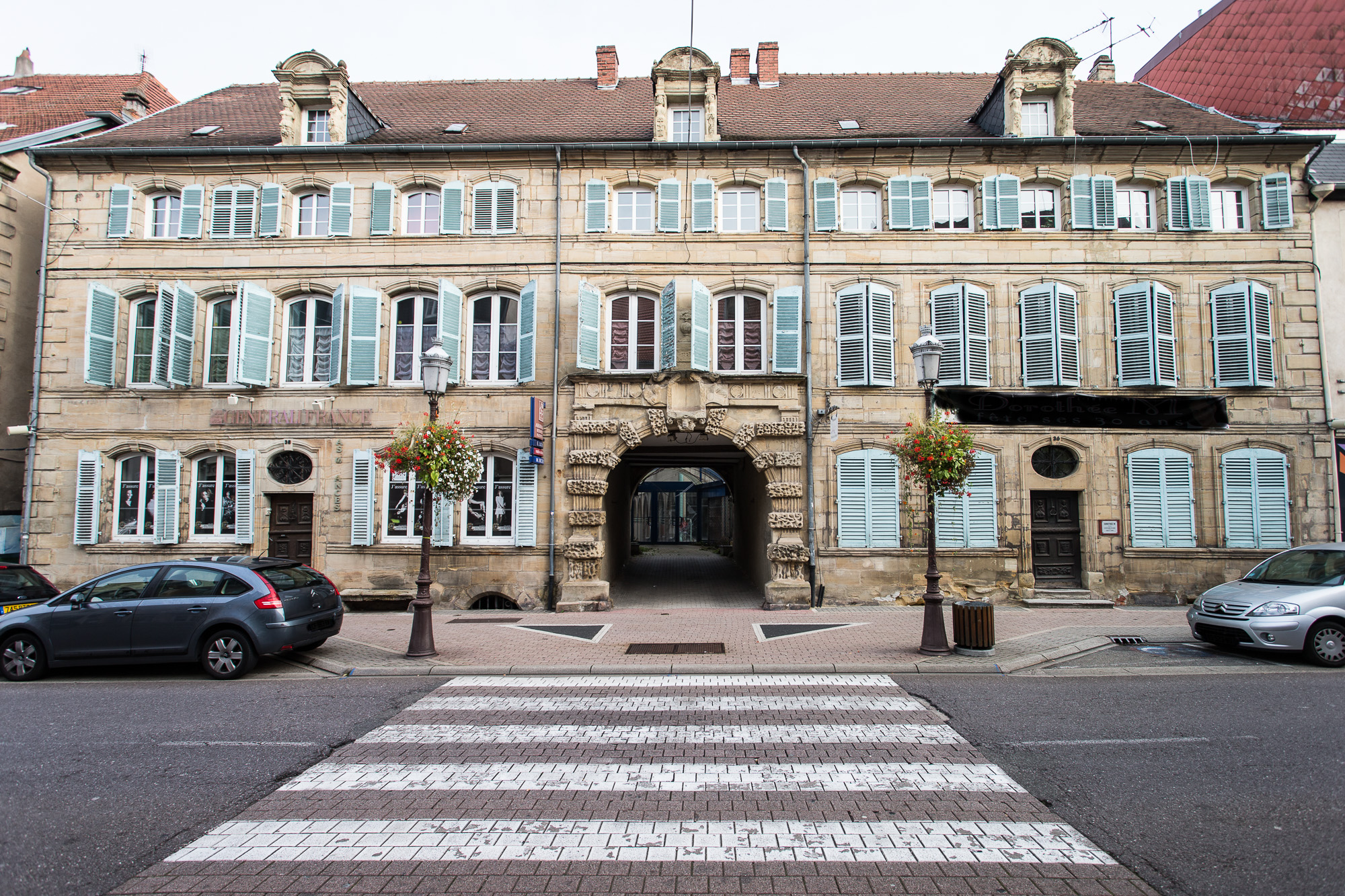
市中心的一处历史建筑
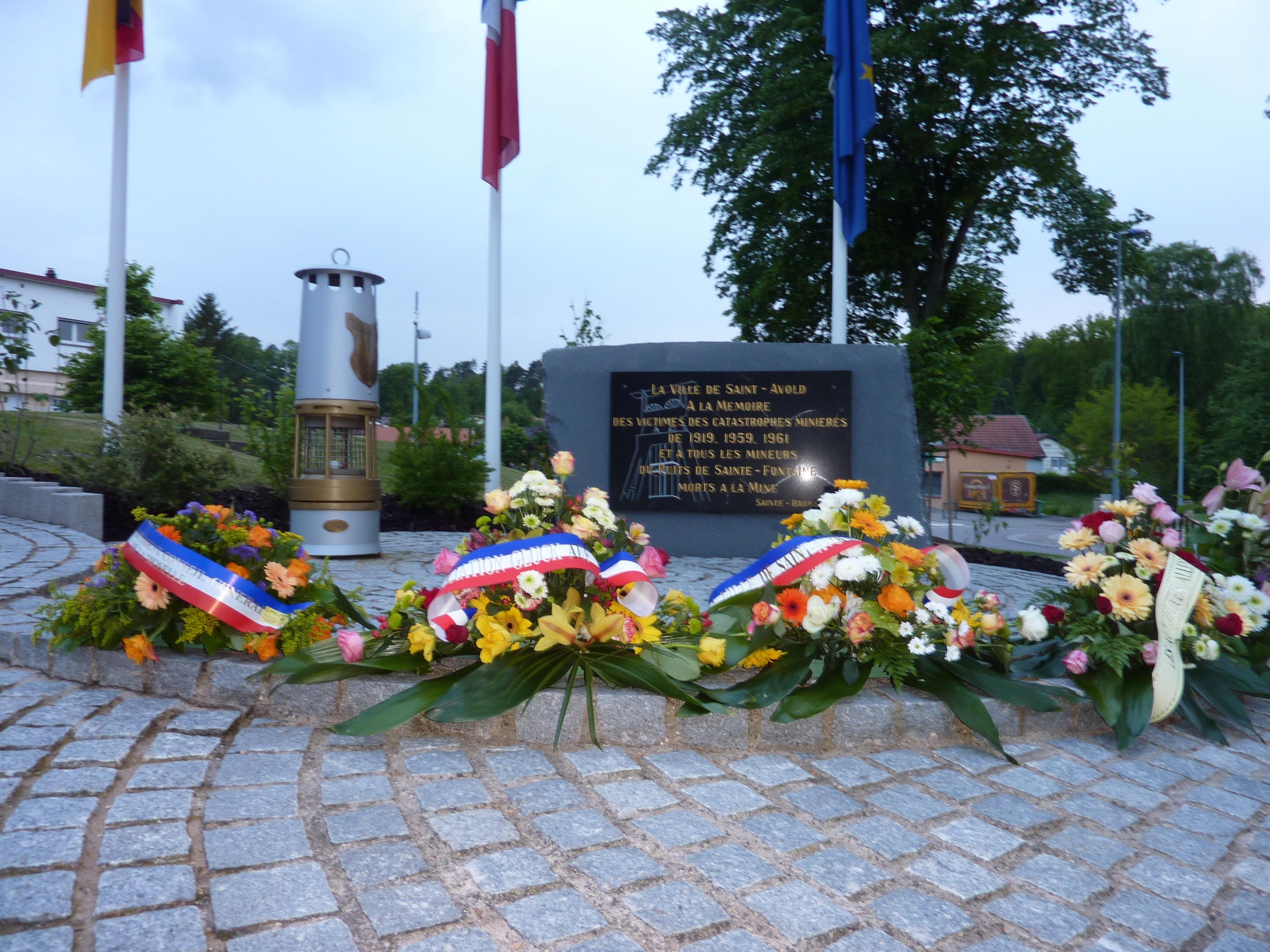
战争遇难者纪念碑

### 旅游
圣阿沃尔德的旅游事务由其所属的公共社区负责。2020年，圣阿沃尔德境内共有5家宾馆共计237间房间；另有1个露营地，可容纳共32辆露营车。

### 媒体
法国主要的媒体均可在圣阿沃尔德接收，法国电视三台下属的大东部大区频道在部分时段播出圣阿沃尔德所属区域的地方新闻。
《洛林共和报》亦在圣阿沃尔德设有一处分支。

## 相关人物
法籍土耳其裔足球运动员乌穆特·博佐克出生于圣阿沃尔德。

## 友好城市
截至2020年12月，圣阿沃尔德共与两座城市互为友好城市关系：
- 德国 Dudweiler
- 美国 费耶特维尔